# Ampelisca dimboola
Ampelisca dimboola är en kräftdjursart. Ampelisca dimboola ingår i släktet Ampelisca och familjen Ampeliscidae. Inga underarter finns listade i Catalogue of Life.